# Glomerulonefrose

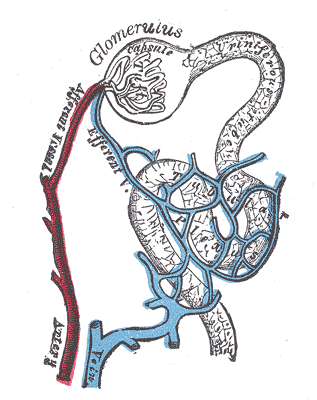
Esquema de um glomérulo renal.

Glomerulonefrose é uma doença não inflamatória do rim (nefrose) que afeta principalmente o glomérulo renal. Não confundir com glomerulonefrite, que indica compromisso glomerular inflamatório. Pode ser causada por diabetes mellitus ou substâncias nefrotóxicas. 
O glomérulo renal é responsável pela filtração de dejetos do sangue, formando urina. Quando o glomérulo é lesionado pode permitir perda de proteínas (síndrome nefrótica) ou perda de glóbulos vermelhos (síndrome nefrítica).